# Doubt!!
Doubt!! (ダウト!!, Dauto!!) é um mangá shojo escrito por Kaneyoshi Izumi. Doubt!! é publicado no Japão pela Shogakukan e nos EUA pela VIZ Media.

## Enredo
Doubt!! conta a história de uma adolescente chamada Ai Maekawa. Ai é Jimi(um termo japonês que se refere a garotas muito estudiosas). Ai não conseguiu encontrar um garoto que ame ela, e ela presume que será virgem aos 30 anos. Oshita, um garoto que Ai gosta, tirou a virgindade de Yumi Sakata, uma garota que Ai odeia do fundo do seu coração. Quando Ai descobre isso, ela grita para seus colegas de classe ficarem quietos. Yumi, em resposta, suspende a saia de Ai, revelando que Ai veste uma calcinha com um personagem de desenho animado e com a frase Cutie Bunny.(Coelhinha Bonitinha.); a vergonha faz desse dia o pior dia de Ai. Seis meses depois ela está em uma nova escola e agora está bonita. Ela é notada por Sō Ichinose, o garoto mais popular na sala de Ai. Ai então é alvo de rumores e difamação das outras garotas da escola.

## Personagens
Ai Maekawa (前川藍, Maekawa Ai)
Personagem principal de Doubt!!. Ela era uma Jimi, uma expressão em japonês que é equivalente a geek/nerd, no ensino fundamental. Depois de um embaraçoso dia, ela decide mudar suas atitudes. Alguns meses antes de entrar no ensino médio ela diz que se transformará em uma jovem atraente. No primeiro dia na escola ela conhece Sō Ichinose e seu amigo Yuichiro Kato, conhecidos como os garotos mais populares da escola. Mina Sato não fica muito feliz quando vê Ai andando muito com os dois. Ela se torna uma inimiga de Ai nos primeiros capítulos, pensando que Ai estava tentando conquistar Yuichiro, mas depois de ver que ela estava atrás de Sō, as duas se tornam melhores amigas. No segundo volume Ai e Sō começam um relacionamento. Mas para a infelicidade de Ai, as coisas vão muito além do que ela esperava, percebendo isso quando Yuichiro diz que também está apaixonado por ela.
Sō Ichinose (一ノ瀬曹, Ichinose Sō)
O garoto mais popular na escola. O tipo vulgar de "bad-boy". Segundo ele, ele perdeu sua virgindade aos 12 anos. Ele saiu com varias garotas por apenas interesses sexuais ou algo do tipo. Isto muda quando ele começa a sair com Ai. Ele tem uma vida bem difícil em casa. Seu pai, um homem do congresso, não é o seu pai de verdade. Sua mãe se sente culpada sobre isto e tende a descontar a raiva nele. Mesmo assim ele sempre não se importa. Ele é amigo de Yuichiro desde o jardim de infância e desde aquela época sempre estão nas mesmas classes.
Yuichiro Kato (加藤雄一郎, Katō Yūichirō)
Melhor amigo de Ichinose, ele mantém alguns sentimentos secretos por Ai. Mina é louca por ele, mas ele tem medo dela desde um incidente no ginásio. Ele é um amigo de longa data de Sō. Ele é exatamente o oposto dele, ele é cavalheiro e não um ‘playboy’ como o amigo. A razão dele ser tão cavalheiro com as garotas é sua mãe, ela é bonita e apesar de parecer inofensiva, possui um lado mortal. Ele se apaixonou por Ai e mais tarde tenta roubá-la de Sō, mas ele dá um tempo quando percebe que Ai ama muito Sō.
Mina Sato (佐藤美菜, Satō Mina)
Mina é uma "Kogal". Ela pensou que Ai estava atrás de Yuichiro, o garoto que ela gosta, então ela colocou todas as garotas da escola contra Ai. Mas depois que ela descobre que Ai gosta de Ichinose e não de Kato se tornam melhores amigas. A razão do medo que Yuchiro tem dela é por causa de um incidente que aconteceu quando eles foram deixados sozinhos em uma sala no ginásio. Yuchiro sempre tenta fugir dela, mas ela sempre vai atrás dele. Ela sabe dos sentimentos dele por Ai. Ela odeia o fato dele gostar dela, mas em uma parte do mangá ela diz para Yuichiro contar para Ai os sentimentos dele. Mina é normalmente vulgar como Sō, e segundo Ai, ela possui uma personalidade de um tigre. Os sentimentos dela por Yuichiro são óbvios, ela sabe tanto dele que é como se o vigiasse todo o tempo. Ai até diz mesmo que Yuchiro não admita, Mina e ele dividem uma grande amizade. De fato, Yuichiro e Mina são vistos repetidas vezes conversando privadamente sobre alguns assuntos na escola.